# True Blood
True Blood är en amerikansk dramaserie från 2008, skapad av Alan Ball, mannen bakom den populära och kritikerrosade dramaserien Six Feet Under. Serien är baserad på böckerna om Southern Vampire Mysteries av författaren Charlaine Harris. Serien sändes på HBO i USA, där den hade premiär 7 september 2008, och avslutades 24 augusti 2014, efter sju säsonger. Serien producerades av HBO i samarbete med Alan Balls produktionsbolag Your Face Goes Here Entertainment. Den har visats på SVT från och med den 26 augusti 2009 och gick även på SVT Play.

## Handling
Serien utspelar sig i den fiktiva småstaden Bon Temps i Louisiana, i en tid där vampyrer lever sida vid sida med människor, efter att en japansk forskare lyckats framställa ett syntetiskt blodalternativ som säljs under varumärket "Tru Blood". Vampyrer behöver därför inte längre leva i det fördolda och livnära sig på mänskligt blod. De har gått ut och förklarat att de vill leva i samförstånd med vanliga människor, vilket hörsammats av lagstiftarna som gett dem samma lagstadgade rättigheter och skyldigheter som andra medborgare, trots att många människor ser på vampyrer med skepsis och rädsla. Servitrisen Sookie Stackhouse (Anna Paquin), som även har förmågan att höra andras tankar, förälskar sig i den 173-årige vampyren Bill Compton (Stephen Moyer) vilket får henne att framstå som ännu mer avvikande än tidigare.
Andra rollfigurer som medverkar i TV-serien är Sookies vän Tara Thornton (Rutina Wesley), vampyren Eric Northman (Alexander Skarsgård), brodern Jason Stackhouse (Ryan Kwanten) och ägaren av restaurangen Merlotte's, Sam Merlotte (Sam Trammell).

## Produktion
I USA hade serien premiär den 7 september 2008. I Sverige visades TV-serien först av betal-tvkanalen Canal+ med start den 22 oktober 2008 för en begränsad tittarskara. Serien började visas i det fria marknätet i SVT den 26 augusti 2009.

### Ursprung
Ett två-års avtal mellan det amerikanska tv-bolaget HBO och Alan Ball, skaparen av Six Feet Under, som totalt vunnit nio Emmys och tre Golden Globes, har påbörjats, enligt Carolyn Strauss från Home Box Office den 31 oktober 2005. Ball själv ska vara exekutiv producent och skriva, skapa och regissera pilotavsnittet. Han har även lovat att göra sin nya serie lika bra som Six Feet Under. I en intervju säger han:
| ”                             | Det kommer att bli spännande att jobba med Home Box Office igen. Jag hade läst Dead Until Dark, den första boken i Southern Vampires-trilogin. Charlaine Harris har skapat en rik värld fylld med unika karaktärer. Jag är glad att jag fick hennes förtroende och jag ser fram emot att uppfylla hennes dröm. | „ |
| – Alan Ball, The Futon Critic | |   |

### Rollbesättning
Den 26 februari 2007 besattes rollerna Sookie Stackhouse, Jason Stackhouse och Sam Merlotte av skådespelarna Anna Paquin, Ryan Kwanten och Sam Trammell. I mars samma år fick Alexander Skarsgård en roll som vampyrvikingen Eric Northman och Stephen Moyer respektive Rutina Wesley, spela rollerna som vampyren Bill Compton och Sookies vän, Tara Thornton.

### Musiken
Under sommaren 2007 började pilotavsnittet att filmas, där Ball hade redan skrivit flera avsnitt till tv-serien, som senare köptes ut av HBO. Musikregissören Gary Calamar, som bland annat gjort musik för kända TV-serier som Dexter, Weeds och Entourage sade att han skulle jobba på ett soundtrack, som enligt honom ska bli "kusligt", tillsammans med ett par musiker från Louisiana.
Temasången till serien heter Bad Things och är skriven av den amerikanske country-singer/songwritern Jace Everett.

## Rollfigurer (i urval)
- Anna Paquin - Sookie Stackhouse
- Stephen Moyer - Bill Compton
- Alexander Skarsgård - Eric Northman
- Ryan Kwanten - Jason Stackhouse
- Sam Trammell - Sam Merlotte
- Nelsan Ellis - Lafayette Reynolds
- Rutina Wesley - Tara Thornton
- Deborah Ann Woll - Jessica Hamby
- Jim Parrack - Hoyt Fortenberry
- Marshall Allman - Tommy Mickens
- Michelle Forbes - Maryann Forrester
- Joe Manganiello - Alcide Herveaux
- Denis O'Hare - Russel Edgington
- Carrie Preston - Arlene Fowler
- Chris Bauer - Andy Bellefleur
- Todd Lowe - Terry Bellefleur